# I bambini di Cold Rock
I bambini di Cold Rock (The Tall Man) è un film del 2012 diretto e sceneggiato da Pascal Laugier e interpretato da Jessica Biel.

## Trama
A Cold Rock, cittadina immaginaria degli USA dove i bambini scompaiono senza lasciare traccia per mano di un uomo alto (Tall Man) che li rapisce nel cuore della notte, Julia Denning, un'infermiera vedova di un medico, che non crede alle leggende del luogo, dopo aver trovato la tata a terra legata e ferita, deve fare i conti con ciò che vede: una figura alta è ferma all'entrata di casa sua con suo figlio David in braccio. Julia non si dà per vinta e ingaggia una lotta disperata col rapitore del figlio che però la lascia semicosciente lungo una strada buia dove viene raccolta dall’agente dell'FBI che sta indagando sui bambini scomparsi e portata alla più vicina tavola calda. Qui la proprietaria dice a Julia di darsi una rinfrescata e così la donna, nella camera della proprietaria, trova un altarino con le foto dei bambini scomparsi, compresa quella di David. 
È così che si scopre che in realtà David è figlio di una donna del paese che, non avendo mai smesso di cercarlo, lo aveva visto a casa di Julia e si era confidata con la proprietaria della tavola calda e l’arrivo di Julia proprio lì conferma i sospetti. 
Capito di essere in pericolo, Julia scappa nascondendosi nella macchina dello sceriffo e raggiunge un edificio isolato dove trova David e la vera madre. Dopo uno scontro, Julia riesce a fuggire e, aiutata da Jenny, una ragazza che comunica solo scrivendo su un taccuino, a portare David con sé. Jenny rivela a Julia di conoscere il suo segreto e, in cambio del suo silenzio, vuole che Julia la metta in contatto con "l'uomo alto". Julia accetta poi, mentre David scompare e la tata assunta da Julia s’impicca, Julia viene portata alla centrale dove ammette di aver rapito i bambini, ma non vuole dire dove ha sepolto i cadaveri ma l’unica cosa che dichiara è che le sue azioni erano volte a "rompere il ciclo della povertà". 
Nel frattempo Jenny, dopo aver visto per l'ennesima volta il patrigno picchiare la madre, scappa nel bosco dove viene rapita dall'uomo alto, che si rivela essere proprio il marito di Julia, che non è morto. La coppia infatti faceva parte di un'organizzazione che rapiva i bambini di famiglie disagiate per farli adottare da persone facoltose così che potessero avere una vita migliore. Jenny infatti, nonostante l'età, viene adottata, col nome di Vera, da una donna benestante ed ora è felice, ha ripreso a parlare e frequenta un corso d’arte. Ripensando al passato dice di aver voluto bene alle sue madri: la prima (quella biologica), la seconda (Julia, che le ha dato una nuova vita) e la terza (quella con cui vive adesso). Andando a lezione, in un parco pieno di bambini vede David che la guarda senza apparentemente riconoscerla e si allontana con la sua nuova madre: la ragazza afferma che lei invece non potrà mai dimenticare il suo passato e si domanda se la sua scelta sia stata giusta oppure no.

## Promozione
Il 29 giugno 2012 è stato diffuso online il primo trailer del film.

## Distribuzione
Il film è stato distribuito negli USA il 31 agosto 2012; in Italia è stato distribuito da Moviemax il 21 settembre dello stesso anno.

## Accoglienza

### Critica
Secondo l'aggregatore di recensioni Rotten Tomatoes, il film ha ottenuto un indice di apprezzamento del 41% e un voto di 5,24 su 10 sulla base di 29 recensioni. Il sito MyMovies indica una valutazione di 2,7 su una scala di 5 punti.

### Incassi
Il film ha incassato poco più di 5 milioni di dollari, non riuscendo a recuperare il budget di 18 milioni di dollari con cui era stato realizzato.